# Ostarrîchi

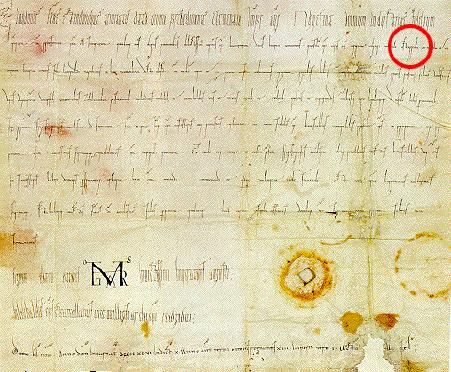
Document de l'any 996 on apareix el nom Ostarrichi

Ostarrichi és una paraula en alt alemany antic que deriva del llatí Marca Orientalis o Marchia orientalis, que en català es pot traduir com Marca de l'Est i que actualment és Österreich (Àustria).
El primer document en el qual es pot veure la paraula Ôstarrîchi aplicada a territoris situats a l'est de Baviera és de l'any 996 i designa la zona governada pels Babenberg i que es correspon aproximadament a l'actual Burgenland (a la Baixa-Àustria), la regió travessada pel Danubi que va cap Viena.
El document on apareix el topònim Ostarrichi estava signat per l'Emperador Otó III qui posa aquest territori sota la jurisdicció del vescomte de Frisinga.

## El text
| « | In nomine sanctae et individuae Trinitatis. Otto divina preordinante clementia imperator augustus. Noverint omnium industriae fidelium nostrorum tam praesentium quam et futororum, qualiter nos dignis petitionibus dilectissimi nepotis nostri Baioariorum ducis Heinrici annuentes quasdam nostri iuris res regione vulgari vocabulo Ostarrichi in marcha et in comitatu Heinrici comitis filii Liutpaldi marchionis in loco Niuuanhova dicto, id est cum eadem curte et in proximo confinio adiacentes triginta regales hobas cum terris cultis et incultis pratis pascuis silvis aedificiis aquis aquarumve decursibus venationibus zidalweidun piscationibus molendinis mobilibus viis en inviis exitibus et reditibus quesitis et inquirendis omnibusque iure legaliterque ad easdem hobas pertinentibus super gremium Frigisingensis aecclesiae ad servicium sanctae Mariae sanctique Christi confessoris atque pontificis Corbiniani cui nunc fidelis noster Kotascalus venerabilis presidet episcopus, in proprium atque perpetuum usum concessimus firmiterque tradidimus nostra imperiali potentia, eo modo eoque tenore ut eadem praefata Frigisingensis aecclesia idemque praelibatus antistes Kotascalhus atque omnes sui successores libero deinceps perfruantur arbitrio haec omnia tenendi commutandi et quidquid voluerint inde faciendi. Et ut nostrae largitionis auctoritas firmior stabiliorque cunctis sanctae dei aecclesiae filiis perpetim credatur, hanc cartam inscribi iussimus anuloque nostro signatam manu propria subtus eam firmavimus. Signum domni Ottonis invictissimi imperatoris augusti. Hildibaldus episcopus et cancellarius vice Uuilligisi archiepiscopi recognovi. Data kal. nov. anno dominicae incarnationis DCCCCXCVI, indictione X, anno autem tertii Ottonis regnantis XIII, imperii vero I; actum Bruochselle, feliciter | » |